# Океан Елзи
„Океан Елзи“ (на укр. ез. Океан Ельзи или само О.Е.) е украинска рок група, създадена на 12 октомври 1994 г. в град Лвов, Украйна. Лидер и вокалист на групата е Святослав Вакарчук.

## История
През 1992 г. студентът Андрей Голяк (вокал) сформира групата „Клан тиши“ („Клан тиші“), в която влизат неговият съученик Павло Гудимов (китара), както и познати Юрий Хусточка (бас китара) и Денис Глинин (барабани). Групата изнася концерти в дворците на културата на родния Лвов.
Две години по-късно Андрий Голяк се жени и напуска групата – „Клан тиши“ се превръща в трио. През март 1994 г. момчетата се срещат с 19-годишния студент по теория на физиката Святослав Вакарчук. На 12 октомври 1994 г. се смята, че е създадена нова група – „Океан Елзи“, която тогава свири предимно смесица от поп и лирична рок музика. Святослав става вокалист, както и автор на повечето текстове и музика на групата.
През декември 1994 г. групата изпълнява първите си четири демо записи в студио „Галвокс“. Първото сериозно представление се състои на 12 януари 1995 г. пред Лвовската опера, където се събират 7000 зрители. Същата година групата заснема първия си (неофициален) музикален видеоклип към песента Long Time Ago („Отдавна“) и се представя на фестивала „Червона рута“ в Лвов.
През 1996 г. групата пуска макси сингъла „Будинок зі скла“ („Стъклена къща“), който се разпространява сред феновете. От началото на същата година O.E. започват активна концертна дейност – не само в Украйна, но и в Полша, Германия и Франция, взимат участие във фестивала „Таврийски игри“ (на укр.ез.Таврі́йські і́гри – фестивал, провеждан в град Каховка, Украйна, в рамките на който се реализират редица концерти, конкурс за красота, спортни състезания и шоу концерти) и заедно с други украински групи пеят на една сцена с Deep Purple на фестивала „Есенен рок маратон“ в Киев (на укр.ез. Осінній Рок-Марафон). През 1997 г. в Лвов се провежда първият значим самостоятелен концерт на групата. През април 1998 г. музикантите се преместват в Киев.
През 1998 г. O.E. започва да работи с продуцента Виталий Климов, подписва договор с Nova Records и записва дебютния си албум, който излиза през септември под заглавието „Там, де нас нема“ („Където не сме“).
В началото на 2000 г. групата завършва работата по втория си албум – „Янанебібув“.
Два пъти подред на Таврийските игри О.Е. печели в категорията „Най-добра поп група“. През 2001 г. групата записва най-добрия според някои критици албум в историята на украинската рок музика – „Модель“ („Модел“). На Таврийските игри през 2002 г. две от песните им са включени в списъка на 10-те най-популярни хитове на Украйна, а „Океан Елзи“ е призната за „Най-добра рок група“. „Модель“ бива обявен за „Албум на годината“. Година след издаването на третия албум „Суперсиметрія“ („Суперсиметрия“, 2003 г.) бандата напускат Юрий Хусточка и Дмитрий Шуров.
През април 2005 г. и китаристът Павло Гудимов напуска групата. Но месец по-късно той бива заменен от китариста Петро Чернявски. На 22 септември 2005 г. излиза албумът „Gloria“, който става „платинен“ още в първия ден на продажбата – 106 000 копия са продадени за 6 часа, а до края на годината – двеста хиляди.
На 25 април 2007 г. групата Океан Елзи представя новия си албум Mira. Новото издание бива посветено на починалия звуков продуцент на „Океан Елзи“ Сергей Товстолузки. Членовете на групата смятат албума за „най-съдбоносния“ в своята музикална кариера.
На 10 март 2010 г. бива представен седмият студиен албум на групата, озаглавен „Dolce vita“. Състои се мащабно „Dolce vita турне“, което обхваща почти 100 града в Украйна, Русия, Беларус, Европа, Канада и САЩ.
На 27 февруари 2013 г. излиза видео към първия сингъл от новия албум „Земля“ („Земя“), който се казва „Обiйми“ („Прегръдки“).
На 15 май 2013 г. в Интернет е публикуван новият албум. На 19 май започна турне по стадионите в подкрепа на албума. В края на украинската част от турнето групата „Океан Елзи“ в своя YouTube канал анонсира малко турне, наречено „Океан Елзи“ – 20 години заедно!“.
На 14 декември Океан Елзи свири в подкрепа на протеста Евромайдан в неговия „златен“ състав: Вакарчук, Гудимов, Хусточка, Шуров и Глинин. Заради това изпълнение Юрий Хусточка долита от Париж. Групата завършва концерта си с думите: „Важни неща обединяват, помнете... Благодаря, всичко тепърва започва!“
Святослав Вакарчук продължава да ръководи „Океан Елзи“, сътрудничи с други музиканти, пише песни за реклами и музика за филми.

## Интересни факти
- Святослав Вакарчук е доктор по физико-математически науки.
- Фронтменът на групата заявява, че никога няма да вземат участие в конкурси със състезателен характер като „Евровизия“.
- Святослав Вакарчук е бил посланик на добра воля в Програмата за развитие на младежта в ООН в Украйна, участва в много социални и културни проекти.
- От ноември 2007 г. е избран за народен депутат на Украйна в списъците на политическия блок „Наша Украина – Народна самооборона“. На 21 юли 2019 г. Святослав Вакарчук бива избран за член на Върховната Рада на Украйна от партия „Глас“, но на 11 юни 2020 г. обявява оставката си.
- О.Е. изнасят концерт в България на 23 декември 2016 г. в зала 3 на НДК.

## Дискография

### Студийни албуми
- Там, де нас нема (1998)
- Янанебібув (2000)
- Модель (2001)
- Суперсиметрія (2003)
- Gloria (2005)
- Міра (2007)
- Dolce Vita (2010)
- Земля (2013)
- Без меж (2016)

### Акустичен албум
- Tvій формат (2003)

### Сингли
- „Будинок зі скла“ (1996)
- „Холодно“ (2002)
- „Дякую!“ (2004)
- „Веселі, брате, часи настали…“ (2006)
- „Я так хочу…“ (2009)
- „Без бою“ (2009)
- „Зелені очі“ (2009)
- „Відпусти“ (2009)
- „Там, де нас нема“ (2009)
- „Все буде добре“ (2009)
- „Квітка“ (2009)
- „На лінії вогню“ (2010)
- „Обійми“ (2013)
- „Стріляй“ (2013)
- Rendez-Vous (2013)
- „Мовчати“ (2015)
- „Не твоя війна“ (2015)
- „Життя починається знов“ (2015)
- „Мить“ (2015)
- „Не йди“ (2016)
- „Осінь“ (2016)
- „Без тебе“ (2018)
- „В небо жене“ (2018)
- „Скільки нас“ (2018)
- „Човен“ (2019)
- „Перевал“ (2019) (към саундтрака на филма „Захар Беркут“)
- „Коли ми станем собою“ (2020)
- „Обійми (Remix)“ (2020)
- „Тримай“ (2020)